# Yeollin-uri-Partei
Die Yeollin-uri-Partei (koreanisch 열린우리당 Yeollin-uri-dang, deutsch ‚Unsere Offene Partei‘) war eine linksliberale Partei in Südkorea, die von 2003 bis 2008 bestand. Die Partei wurde im üblichen Sprachgebrauch mit Uri-Partei (Uri-dang ‚Unsere Partei‘) abgekürzt.

## Geschichte
Die Partei wurde 2003 gegründet, als Loyalisten von Präsident Roh Moo-hyun (노무현) in der Sae-cheonnyeon-minju-dang (새천년민주당 ‚Demokratische Partei des Neuen Millenniums‘) entschieden sich von den Parteimitgliedern zu trennen, die nur wenig Unterstützung für die neu gebildete Regierung zeigten. Insgesamt 42 der 103 Parlamentsabgeordneten der Sae-cheonnyeon-minju-Partei sowie weitere von der konservativen Hannara-dang (Große Nationalpartei) (GNP) wechselten in die neu gegründete Partei. Am 18. August 2007 löste sich die Partei auf und formte mit anderen liberalen Gruppierungen zusammen die Vereinigte Neue Demokratische Partei (UNDP).
Nach der deutlichen Niederlage ihres Kandidaten bei der Präsidentschaftswahl im Dezember 2007 beschloss die UNDP im Februar 2008 die Fusion mit im Jahr 2005 in Minju-Partei (민주당 Minju-dang, deutsch ‚Demokratische Partei‘) umbenannte Partei, zur Minju-Partei (민주당 Minju-dang, deutsch ‚Demokratische Partei‘). Damit hatten sich viereinhalb Jahre nach der Spaltung von Uri-Partei und Sae-cheonnyeon-minju-Partei die liberalen Parteien wiedervereinigt.
Gegründet als „Neue Partei für mitwirkende Bürger“, benannte sich die Organisation am 22. Oktober 2003 in Yeollin-uri-dang (Offene Wir Partei) um. Ihr neuer Name sollte ihre als progressiv verstandenen Ziele wie nationale Wiedervereinigung, Bereitschaft zur Bürgermitbestimmung und den Drang nach Reformen widerspiegeln. Politisch setzte sich die Uri-Partei u. a. für eine Ausweitung der Sozialsysteme auf Bevölkerungsschichten mit niedrigem Einkommen ein. Nach der Asienkrise 1997/98 wurde ein mäßiges Wirtschaftswachstum angestrebt und gegenüber Nordkorea verfolgt man weiterhin eine Annäherung im Rahmen der „Sonnenscheinpolitik“. Dabei versucht die Partei auch, das Land von der engen strategischen Allianz mit den USA und Japan zu lösen.
Die Partei zog internationale Aufmerksamkeit auf sich, als ihre Mitglieder physisch das Rednerpult in der Nationalversammlung blockten, um das Amtsenthebungsverfahren gegen Präsident Roh am 12. März 2004 zu verhindern. Wenn dieser Protest auch erfolglos blieb, wurde die Enthebung später wieder durch das südkoreanische Verfassungsgericht aufgehoben. Bei den letzten Parlamentswahl 2004 konnte die Uri-Partei 152 der insgesamt 299 Sitze erringen und damit eine eigene Mehrheit beanspruchen.
Eine Untersuchung, von Präsident Roh am 15. August 2004 initiiert, dem 56. Jahrestag der Unabhängigkeit von Japan, war ein Teil einer nationalen Kampagne, um weitere Aufklärung in die Aktivitäten der Personen zu bringen, welche mit Japan bei pro-japanisch-politischen Themen zusammen arbeiteten. Am 19. August 2004 geriet dadurch die Partei in eine Affäre, da durch die Nationale Untersuchungskommission enthüllt wurde, dass der Vater des damaligen Vorsitzenden Shin Gi-nam (신기남) während der Kolonialzeit für die japanische Militärpolizei gearbeitet hatte. Ironischerweise wurde die Kampagne von Shin und der Uri-Partei befürwortet.
Die Popularität der Partei verschlechterte sich weiter durch interne Konflikte und Skandale um den Präsidenten, der zugab, sich „inkompetent“ und „nicht geeignet“ für das oberste Regierungsamt zu fühlen. Seit der Parlamentswahl 2004 ist es der Uri-Partei nicht mehr gelungen einen einzigen Sitz in den Kommunalwahlen zu erlangen. Im August 2005 musste die Partei schließlich die Mehrheit im Parlament abgeben. Auch 2006 folgten erhebliche Niederlagen, was im Mai des Jahres, nachdem die GNP 13 der 16 Provinzen gewinnen konnte, zum Rücktritt des Vorsitzenden Chung Dong-young (정동영) führte, der sich für die „selbstgerechte Einstellung und Unangemessenheit“ der Partei entschuldigte. Die Partei verlor sogar in Matropolitan City Daejeon (대전광역시), eine Stadt, die lange Zeit als Uri-Hochburg betrachtet wurde.